# ولدیمیر بوشچوک
ولدیمیر بوشچوک (اوکراینی: Володимир Бощук؛ زادهٔ ۳ اوت ۱۹۸۲) اسکی‌باز پرش اهل اوکراین است. وی همچنین از اسکی‌بازان پرش در بازی‌های المپیک زمستانی ۲۰۱۰ بوده است.